# The Boy Does Nothing
"The Boy Does Nothing" – pierwszy singiel brytyjskiej wokalistki Aleshy Dixon, promujący jej drugi album studyjny The Alesha Show. Tekst do utworu napisała sama Dixon przy współpracy z Brianem Higgins, Mirandą Cooper i Xenomanią.
Singel odniósł sukces w Europie; ulokował się na pozycjach drugich w notowaniach fińskich i francuskich list przebojów, a także zajął pozycje trzecie na VG-lista (Norw.) i Türkiye Top 20 (Tur.) oraz piątą na UK Singles Chart (gdzie początkowo zadebiutował zaledwie na miejscu osiemdziesiątym czwartym).
Treść utworu traktuje o mężczyźnie, który nie potrafi tańczyć i nie wykonuje podstawowych czynności domowych.
Teledysk do piosenki wyreżyserował Michael Gracey.

## Notowania
| Notowanie (2009)                 | Pozycja |
| -------------------------------- | ------- |
| UK Singles Chart                 | 5       |
| Irlandzka Singles Chart          | 19      |
| Francuska Singles Chart          | 2       |
| Belgijska Ultratop 50 (Flandria) | 16      |
| Szwedzka Singles Chart           | 7       |
| Norweska Singles Chart           | 3       |
| Fińska Singles Chart             | 2       |
| Duńska Singles Top 40            | 10      |
| Hiszpańska Los 40 Chart          | 5       |
| Grecka Singles Chart             | 4       |
| Turecka Top 20 Chart             | 3       |
| Polska Singles Chart             | 7       |

### Polska Airplay Top 100
| Tydzień | 01 | 02 | 03 | 04 | 05 | 06 | 07 | 08 | 09 |
| ------- | -- | -- | -- | -- | -- | -- | -- | -- | -- |
| Pozycja | 17 | 8  | 26 | 32 | 43 | 45 | 58 | 63 | 62 |

### POPlista RMF FM
| Tydzień | 01 | 02 | 03 | 04 | 05 | 06 | 07 | 08 | 09 | 10 | 11 | 12 | 13 | 14 | 15 | 16 | 17 |
| ------- | -- | -- | -- | -- | -- | -- | -- | -- | -- | -- | -- | -- | -- | -- | -- | -- | -- |
| Pozycja | 19 | 15 | 10 | 19 | 9  | 17 | 15 | 10 | 19 | 11 | 4  | 16 | 10 | 19 | 8  | 15 | 18 |